# Vincent (opera)
Vincent är en opera i tre akter med musik och libretto av Einojuhani Rautavaara.

## Historia
Rautavaara skapade sin opera efter att i flera år intensivt ha ägnar sig år Vincent van Goghs liv och verk. Operan uruppfördes 17 maj 1990 på Finlands nationalopera i Helsingfors, samma år som hundraårsjubileet av målarens död. Som musikaliskt grund utnyttjade Rautavaara tre tolvtonsserier, som han använde för att skapa klangfärger och fritt förändrade och blandade, samt även en tonserie som han lånade av den franske tonsättaren Olivier Messiaen. Även en Yamaha DX7-synthesizer är nödvändig för framförandet. Genom att inte använda sig av tolvtonstekniken för sångpartierna (utom för att bygga upp bestämda dramaturgiska effekter) skapade Rautavaara linjära och utbredda vokalstämmor. Även kören är mycket effektfull. Som textunderlag använde sig Rautavaara av meningar och språkbilder ur brevväxlingen mellan bröderna Vincent och Theo van Gogh, där han citerade kända biografiska detaljer, men utan att eftersträva en autentisk skildring av målaren liv. Operan handlar i betydligt högre grad om tankar, minnen och visioner.

## Roller
- Vincent (baryton)
- Theo (tenor)
- Paul (bas
- Maria Hoornik (mezzosopran)
- Gaby (sopran)
- Rachel (mezzosopran)
- Magdalena (alt)
- Sekreteraren, biträdet, konstnärinnan (mezzosopran)
- Pastorn, predikanten, esteten (tenor)
- Föreståndaren, polisen, kritikern (baryton)
- Doktor Rey, förmannen, konstprofessorn (bas)
- Intagna på kliniken, gruvarbetare, prostituerade, bordellbesökare (kör)

## Handling
Akt I
Förspel: Stjärnnatten
Hospitalet i Saint-Rémy-de-Provence. Vincent, som är omgiven av det kaotiska ljudet av de intagnas röster, tror sig höra konstkritikern Aurier. I själva verket är det läkaren Rey som dikterar en patientjournal för sin sekreterare, som gör stor affär av fackterminologin, samt klinikens själasörjare, som lider av talfel, och dess auktoritäre föreståndare ("groteska kvartetten"). Föreståndaren kallar till "kvällsmat". Vincent går upp i rollen som Jesus Kristus och erbjuder medpatienterna sitt "kött och blod". Alla undviker honom. Han söker då en tillflykt i sina målningars värld, i visionerna av solrosor, av nattliga stjärnor och av Provences sol. Han ser sin bror Theo bredvid sig och upplever på nytt hur denne står vid hans sida. Theo föreslår Vincent att denne i sina tankar skulle kunna återvända till början; endast där kan han finna nyckeln till slutet. Vincents inre resa leder tillbaka till Borinages slum. Efter en gruvolycka lämnar lekmannapredikanten Vincent de fattiga med ett löfte om att bringa dem solen, som kommer att hela och frälsa alla. Som tecken på förbundet tar han med sig Maria Hoornik, en alkoholiserad prostituerad. Den fariséartade överheten ("groteska kvartetten" bestående av polisen, biträdet, predikanten och föreståndaren) driver Vincent till förtvivlans brant. Endast Theo försöker förstå brodern.
Akt II
Förspel: Kråkor över vetefältet
En konstutställning. En kritiker, en konstnärinna, en konstprofessor och en estet ("groteska kvartetten") vandrar genom utställningen med Vincents målningar och försöker klassificera tavlorna. Men de ger bara uttryck för fördomar och klichéer. Vincent målar Maria Hoornik. Inte heller hon tycker om hans "avskyvärda bilder". Hon förstår inte att hans målningar är det ljus som han har lovat de fattiga. Men Vincent låter sig varken vilseledas av detta eller av målaren Pauls (Gaugin) cyniska hånfullhet. När Maria vägrar att fortsätta stå modell, uppstår ett gräl. Vincent fruktar att han skall förlora sitt innersta väsen. Paul tror sig hjälpa Vincent genom att uppmuntra honom till att ge sig hän åt sin extatiska visioner. När verklighet och visioner hotar flyta samman, föreslår Paul att de skall gå ut och roa sig med prostituerade. Vincent avböjer och låter i sin fantasi målningen "Nattcafé" uppstå. Samtidigt hör han åter de hånfulla rösterna ("groteska kvartetten"). Paul förebrår Vincent för att vara "amatör", så väl när det gäller kvinnor som målning. För att undkomma dessa nya förebråelser målar Vincent en dörr. Genom dörren kommer hans inspiration i flickan Gabys gestalt. Gaby och Vincent förenas i en dans. Det rituella och orgiastiska liver får ett abrupt slut när Vincent skär av sig sitt ena öra och frambär detta som en offergåva. Alla vänder sig bort fulla av vämjelse. Vincent är förtvivlad, inte heller denna gåva blir förstådd. Han ansätts av röster, som förvandlas till fåglar och fördunklar solen.
Akt III: Epilog
Förspel: Kyrkan i Auvers
Hospitalet i Saint-Rémy. Vincent vill som tack för omvårdnaden skänka en målning, först till läkaren, sedan till föreståndaren. Båda är rädda att göra sig till åtlöje med detta "kladdverk". Endast kyrkohedern tar emot en målning, i hopp om att kunna sälja den och använda pengarna till välgörenhet. Vincent drar sig tillbaka till sina målningars värld, vilkas budskap kommer att förstås av senare generationer: "Att de aldrig behöver frukta döden. Ty han går i ljuset som liemannen (...) i full dager ser ni honom skrida fram (...)."

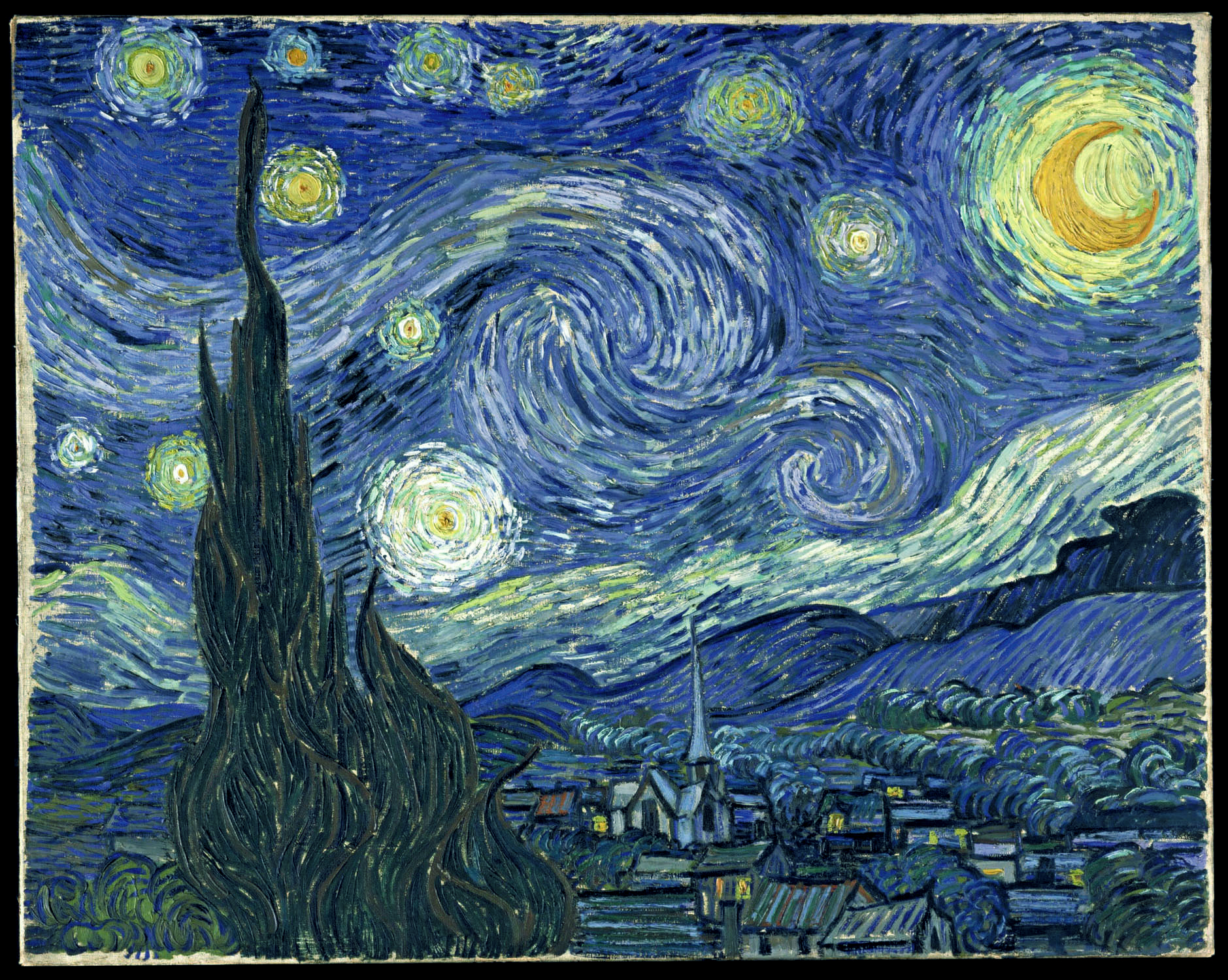
Målningen "Stjärnnatten"
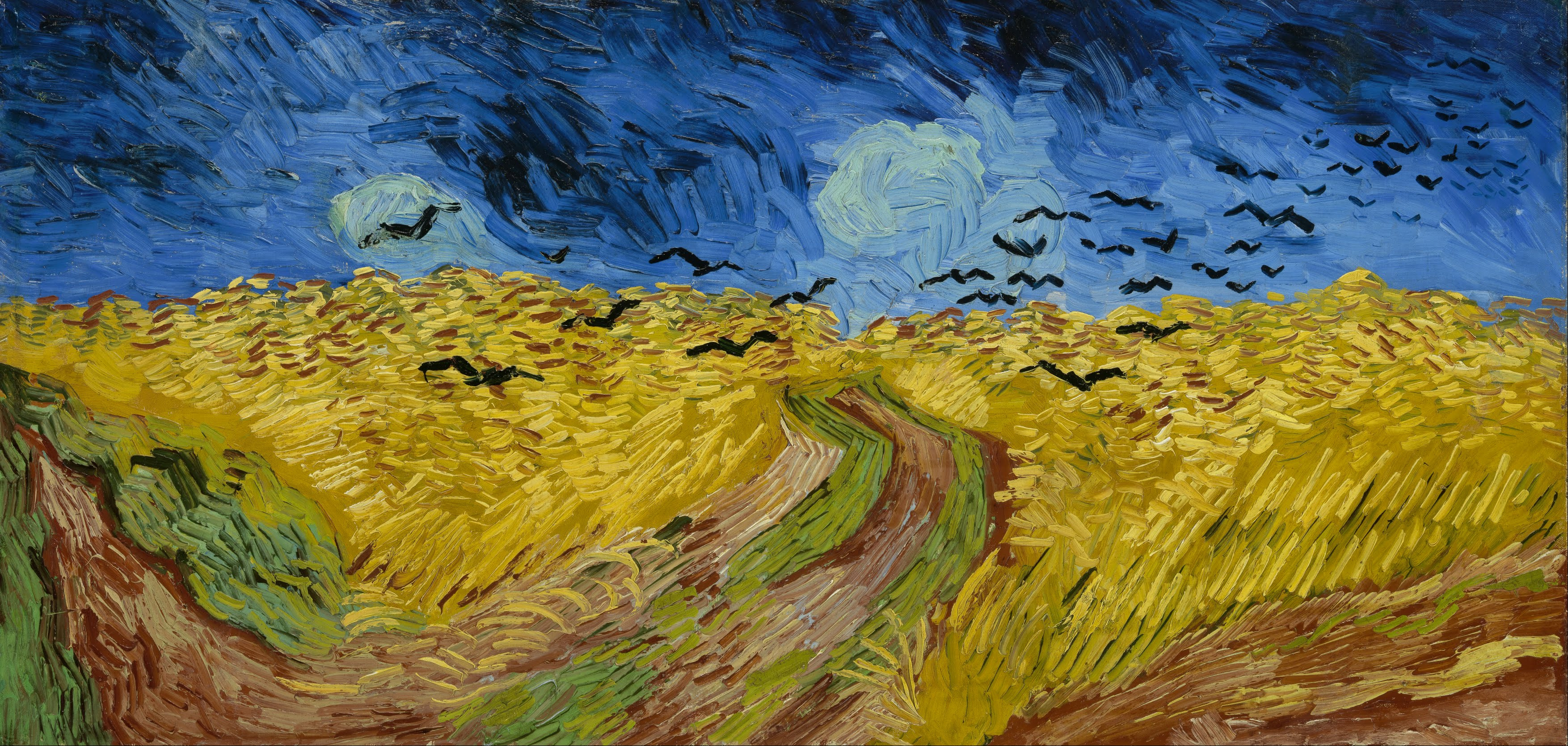
Målningen "Kråkor över vetefältet"
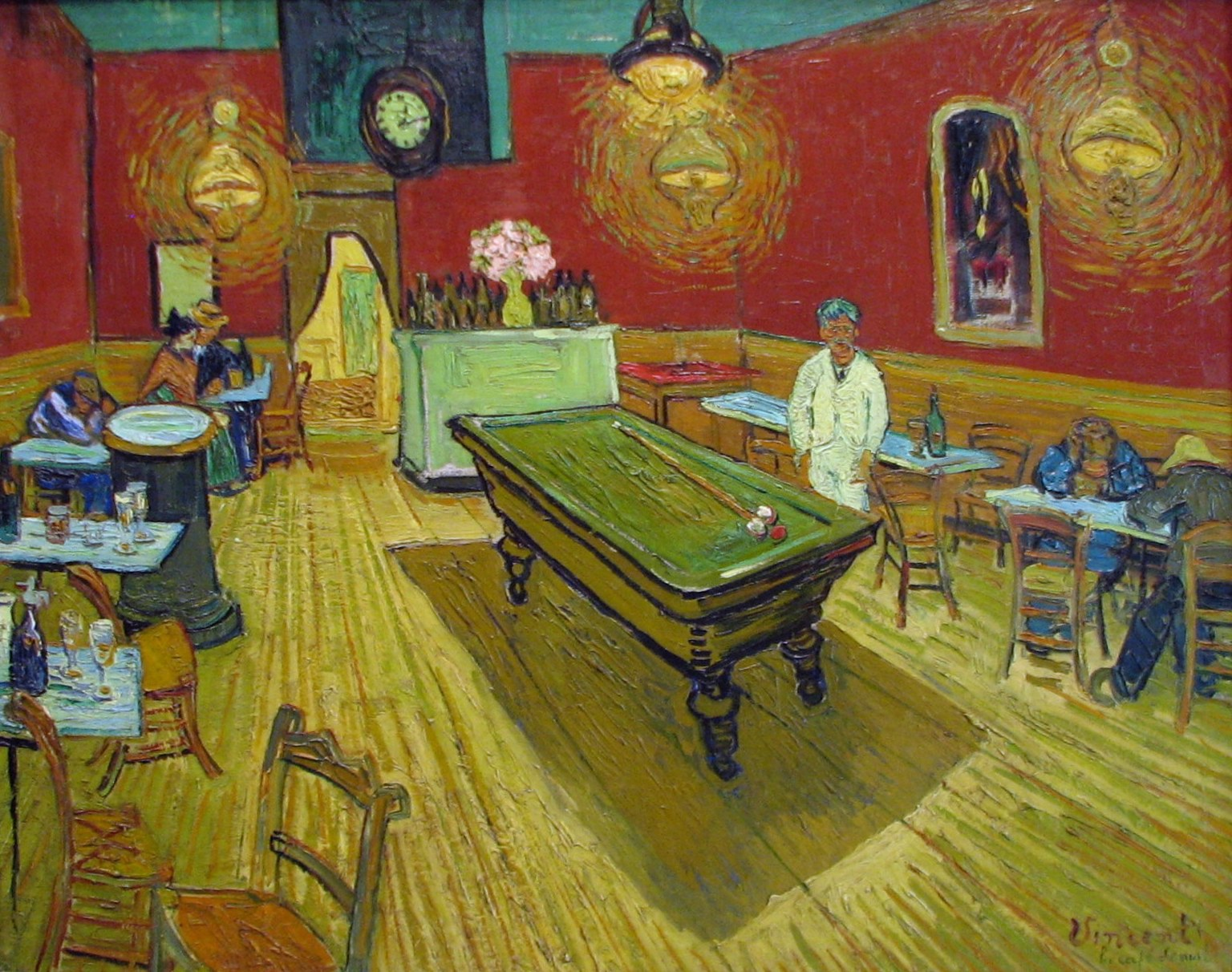
Målningen "Nattcafé"
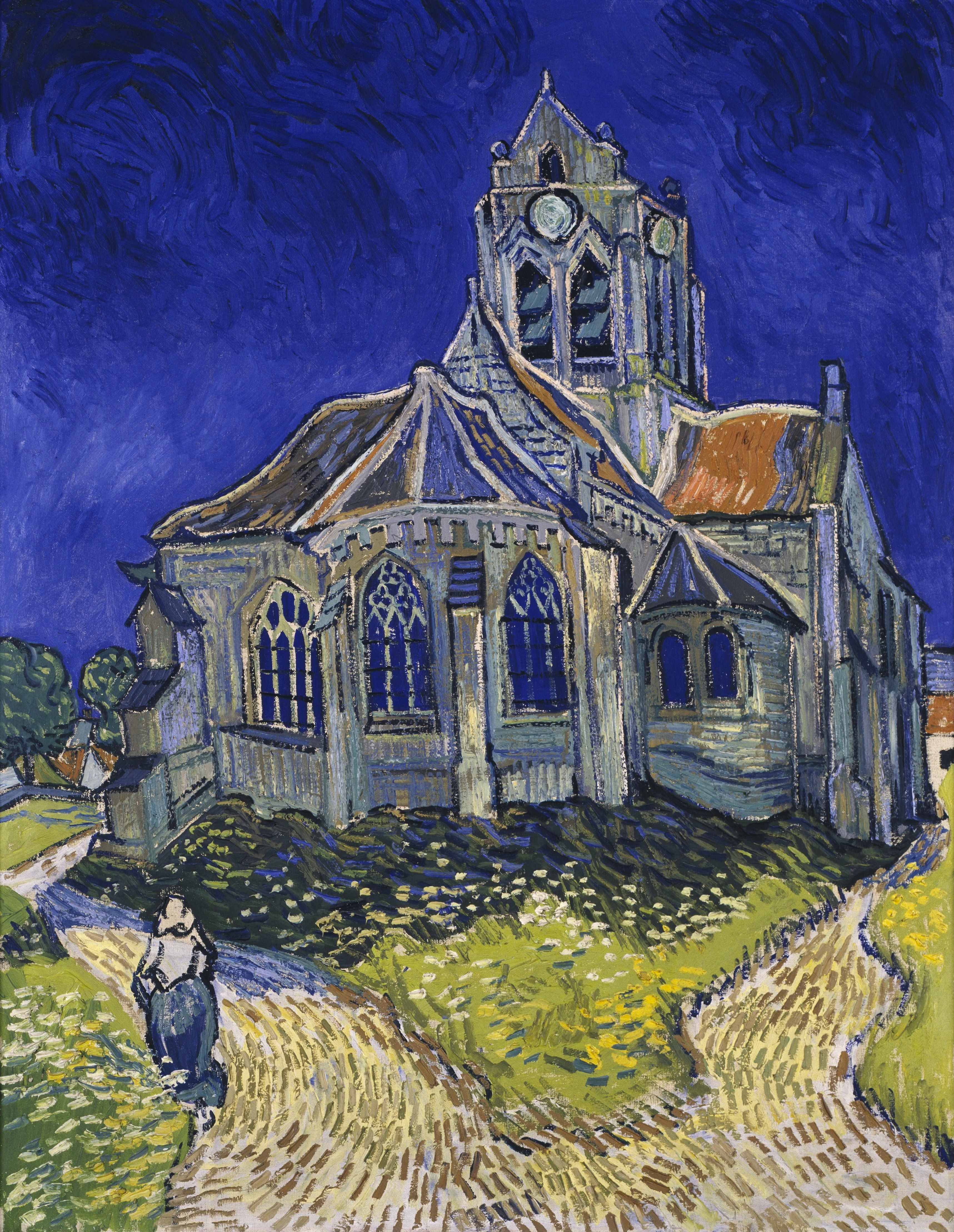
Målningen "Kyrkan i Auvers"